# Candidatus medicinæ
Candidatus medicinæ (för män) eller candidata medicinæ (för kvinnor), förkortat cand. med., är i Norge och Danmark titel för en person som avlagt medicinsk ämbetsexamen.
Medicinsk ämbetsexamen motsvarar vad som internationellt kallas Medical Doctor (MD). I Sverige är motsvarigheten läkarexamen eller enligt äldre bestämmelser (före 1969) medicine licentiatexamen.